# Attentats des aéroports de Rome et de Vienne
Les attentats des aéroports de Rome et de Vienne sont deux attaques réalisées le 27 décembre 1985 devant les guichets de la compagnie israélienne El Al dans deux aéroports en Italie et Autriche. Exécutés par le Fatah-Conseil révolutionnaire, ils font dix-huit morts et cent quinze blessés.

## Description
Le 27 décembre 1985 à 8 h 15 GMT, quatre terroristes armés se présentent au guichet d'El Al et de Trans World Airlines à l'aéroport Léonard-de-Vinci de Rome en Italie. Ils tirent au fusil d'assaut et lancent des grenades sur les passagers, faisant 12 morts et 99 blessés. L'attaché militaire du Mexique à Rome, le général Donato Miranda Costa, est tué au cours de l'attaque. Une fusillade s'ensuit avec les services de sécurité de l'aéroport, et trois des terroristes sont abattus. Le quatrième, blessé, est capturé par la police italienne. Hospitalisé dans un état grave, il déclare avant de sombrer dans l'inconscience être « un combattant palestinien ». On trouve dans sa poche un message : « Comme vous avez violé notre terre, notre honneur, notre peuple, nous frapperons partout, même vos enfants, afin que vous puissiez sentir la tristesse de nos propres enfants. » Il dira être né à Chatila, au Liban.
Quelques minutes plus tard à l'aéroport de Vienne-Schwechat en Autriche, trois hommes armés accomplissent une attaque semblable. Ils lancent des grenades dans la file d'attente pour l'embarquement d'un vol vers Tel Aviv, faisant deux morts et quarante-sept blessés. Une troisième victime meurt le 22 janvier 1986 des suites des blessures infligées par l'une des grenades. Un des terroristes est abattu par la police autrichienne, deux autres sont blessés en tentant de s'enfuir,.

## Conséquences
Quelques rapports de l'époque laissent entendre que les attaquants envisageaient de s'emparer d'avions d'El Al et de les faire exploser au-dessus de Tel Aviv. D'autres avancent que le plan original consistait à tuer des passagers et que l'aéroport international de Francfort était également visé. Les membres du commando de Vienne déclarent lors des interrogatoires qu'ils comptaient prendre en otage des passagers et quitter avec eux l'Autriche en avion.
L'Organisation de libération de la Palestine (OLP) est la première accusée, mais son chef Yasser Arafat rejette les accusations et dénonce les attaques. L'OLP affirme que les attaques sont une tentative de briser les liens italiens et autrichiens avec la Palestine.
Finalement, le Fatah-Conseil révolutionnaire du palestinien Abou Nidal revendique l'attaque, en représailles du bombardement par Israël du quartier-général de l'OLP à Tunis le 1er octobre 1985 - opération Jambe de bois. La Libye est accusée d'avoir versé des fonds aux terroristes. Même si le pays rejette alors les accusations, il rend hommage aux terroristes. Selon certains rapports publiés, des sources près d'Abou Nidal affirment que la Libye avait donné des armes et aidé Ghassan al-Ali, l'un des responsables de l'organisation d'Abou Nidal, à planifier les attaques. La Libye rejette aussi ces accusations, même si elle affirma qu'il s'agissait d'« opérations héroïques menés par les fils des martyrs de Sabra et Chatila, ».
Les puissances occidentales se divisent sur les sanctions militaires ou économiques à prendre contre la Libye. L'Italie se montre réticente. Héritage de ses relations coloniales, l'Italie est alors le premier partenaire commercial de la Libye, quant à elle le sixième partenaire - le premier hors OCDE - de l'Italie. Après l'Union soviétique, l'Italie est en outre le principal fournisseur d'armes de la Libye, qui la paye en nature, principalement en hydrocarbures. L'Autriche fait valoir sa neutralité diplomatique pour refuser un boycott économique proposé par le président des États-Unis Ronald Reagan. Les liens économiques, dans le pétrole et la sidérurgie, y sont importants. De même, l'Allemagne de l'Ouest et la France décident de ne pas s'associer au sanctions économiques prises par les États-Unis,.
Le terroriste survivant de l'attaque de l'aéroport de Rome, le syrien Mahmoud Ibrahim Khaled (Khalid Ibrahim), est condamné à 30 ans d'emprisonnement en 1988. Il est libéré prématurément pour bonne conduite en juin 2010 et vivait à Rome en 2011. Il était employé, et avait une petite amie. Dans une interview avec Il Messaggero, il a condamné le terrorisme, exprimé ses remords pour les attentats et déclaré qu'il priait pour le pardon de Dieu.[1En 1987, un tribunal autrichien a condamné les deux terroristes survivants de l'attentat de l'aéroport de Vienne à la réclusion à perpétuité.

### Traductions de
1. ↑  (en) « heroic operations carried out by the sons of the martyrs of Sabra and Shatila »

### Référence
- (en) Cet article est partiellement ou en totalité issu de l’article de Wikipédia en anglais intitulé « Rome and Vienna airport attacks » (voir la liste des auteurs).

1. ↑  « Dix-sept morts dont cinq terroristes », sur Le Monde.fr, 28 décembre 1985 (consulté le 20 mars 2018)
2. 1 2 3  « Les deux attentats contre El Al », sur Le Monde.fr, 30 décembre 1985 (consulté le 20 mars 2018)
3. ↑  (en) « Abu Nidal Organization (ANO) attacked Airports & Airlines target (Dec. 27, 1985, Austria) », sur web.archive.org, 27 décembre 1985 (consulté le 17 septembre 2016)
4. ↑  (en) http://www.tkb.org/Incident.jsp?incID=4453
5. ↑  Patrick Seale, Abu Nidal: A Gun for Hire, Hutchinson, 1992, p. 244.
6. ↑  « Les révélations des survivants », sur Le Monde.fr, 1er janvier 1986 (consulté le 20 mars 2018)
7. ↑  Patrick Seale, Abu Nidal: A Gun for Hire, Hutchinson, 1992, p. 246.
8. ↑  « M. Pérès dénonce la Libye " centre mondial du terrorisme " », sur Le Monde.fr, 31 décembre 1985 (consulté le 20 mars 2018)
9. ↑  Patrick Seale, Abu Nidal: A Gun for Hire, Hutchinson, 1992, p. 245.
10. ↑  « L'Italie est décidée à moins ménager un partenaire longtemps privilégié », sur Le Monde.fr, 7 janvier 1986 (consulté le 20 mars 2018)
11. ↑  « L'Autriche, hostile aux mesures de rétorsion a des intérêts importants dans le pays », sur Le Monde.fr, 11 janvier 1986 (consulté le 20 mars 2018)
12. ↑  « M. Whitehead n'a pas réussi à rallier les Européens aux sanctions américaines contre la Libye », sur Le Monde.fr, 23 janvier 1986 (consulté le 20 mars 2018)
13. ↑  M. A. Oucharef, « Désespoir et crime d'État », sur Le Monde.fr, 21 janvier 1986 (consulté le 20 mars 2018) : « Pour M.A. Oucharef, seule la recherche rapide d'une paix au Proche-Orient mettra fin aux actes des " desperados " palestiniens et aux ripostes des États. Pour sortir du cycle infernal des attentats et des représailles il faut régler la question palestinienne. »